# Аженор Альтарош
Аженор Альтарош (фр. Marie Michel Agénor Altaroche; 1811—1884) — поет, журналіст, політик Франції XIX століття.

## Життєпис
Аженор Альтарош народився 18 квітня 1811 в Іссуар у родині адвоката, яка схиляла його до юриспруденції.
Альтарош навчався в Парижі. Липнева революція посунула його в журналістику. На початку кар'єри, співробітник республіканських газет. 1834 — працював у «Le Charivari», де потім став головним редактором (1837 —1848).
Статті Альтароша, завжди повні дотепності та гумору, іноді містить невеликі, але прекрасні зразки політичної сатири, «Le Charivari» зобов'язаний здебільшого свого блискучого успіху. У цей час написав також: «Chansons» (2 т., 1835–1836), «Contes démocratiques» (1837), «Aventures de Victor Augrol» (2 т., 1838), наслідування «Пригод Фоблаза», "La réforme et la révolution "(1841).
За сприяння інших авторів, написав кілька театральних п'єс; разом з Лорансеном — «Лесток, або Повернення з Сибіру» (фр. Lestocq ou le retour de Sibérie) в одній дії, 1836), з Молер — «Коррехидор з Памплони» (фр. Le corrégidor de Pampélune, 1843) та ін.
З ранніх творів слід зауважити сатиру у віршах «La chambre et les écoles» (1831).
Призначений тимчасовим урядом у 1848 році урядовим комісаром в департамент Пюї-де-Дом, він своєю помірністю придбав багатьох друзів та обраний майже одноголосно депутатом законодавчих зборів, де в більшій частині принципових питань, приєднався до помірної лівої. 1849 — самоусунувся з політичної арени та керував різними театральними підприємствами 1850—1852: «Одеон», «Folies-Nouvelles», театром Дежазе (Théatre Déjazet).
Аженор Альтарош помер 13 травня 1884 році у Франції.